# François Faber
François Faber (* 26. Januar 1887 in Aulnay-sur-Iton, Frankreich; † 9. Mai 1915 bei Carency, Frankreich) war ein luxemburgischer Radrennfahrer. Er gewann die Tour de France 1909 und war damit der erste Nicht-Franzose, der dieses Etappenrennen für sich entschied.

## Biographie

### Herkunft und Familie
François Faber wurde in Frankreich geboren; seine Eltern stammten aus Luxemburg. Zunächst hat er die französische Staatsbürgerschaft, die er aber 1909 aufgab, mutmaßlich um keinen Militärdienst in Frankreich leisten zu müssen. Seine Mutter arbeitete als Dienstbotin in Haushalten, vor der Geburt von François hat sie schon zwei nicht-eheliche Kinder und lebte in ärmlichen Verhältnissen. 1885 heiratete sie Jean-Pierre Faber, mit dem sie ein weiteres Kind, François, bekam. Ab 1889 lebte die Familie in Colombes. Mit 13 Jahren verließ François Faber die Schule und war anschließend in verschiedenen Berufen tätig, unter anderem als Kellner in einem Bistro sowie als Dockarbeiter. Seine Freizeit verbrachte er in einem Café, in dem Radsport ein Gesprächsthema war. Faber war von der Tour de France fasziniert, sparte auf ein Fahrrad und machte eine Ausbildung zum Fahrradmechaniker. 1913 heiratete er und kaufte eine Villa in Colombes, die er „Pour Elle“ („Für sie“) nannte.

### Sportliche Laufbahn
1906 begann Faber seine Laufbahn als Radsportler und wurde im Jahr darauf Berufsfahrer. Faber erreichte insgesamt 19 Etappensiege bei der Tour. Neben seinem Tour-Sieg im Jahre 1909 belegte er 1908 und 1910 jeweils den zweiten Platz. Seine Statur mit etwa 90 Kilogramm bei einer Größe von 1,80 Metern brachte ihm den Beinamen Colosse de Colombes ein.

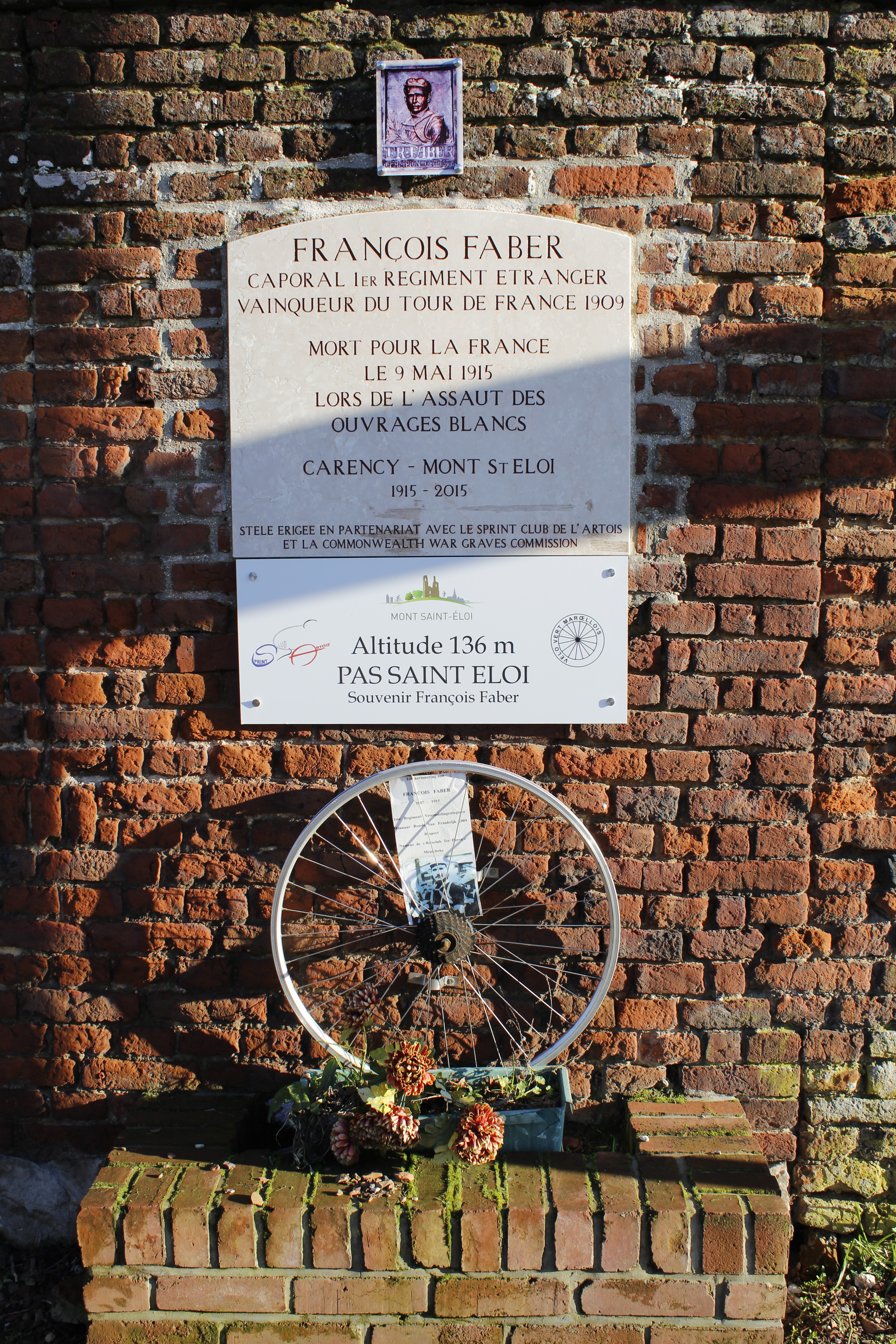
Stele in Mont-Saint-Éloi

Faber war auch bei Eintagesrennen sehr erfolgreich. 1909 gewann er die Lombardei-Rundfahrt und 1913 Paris–Roubaix. Weitere Erfolge feierte er bei Paris–Tours (1909, 1910), Paris-Brüssel (1909) und Bordeaux–Paris (1911). Bei seinem Sieg bei Paris-Roubaix gewinnt er mit einer Durchschnittsgeschwindigkeit von 35,333 Kilometern pro Stunde, einer neuen Rekordgeschwindigkeit, die erst 18 Jahre später gebrochen wurde. 1913 nahm er an der Belgien-Rundfahrt teil, gewann die Etappe, die nach Luxemburg führte und wurde anschließend von Staatsminister Paul Eyschen empfangen. Dies war eine von drei Gelegenheiten, bei denen Faber Luxemburg besuchte. Bei der Tour de France 1914, die am 28. Juni, dem Tag, an dem die tödlichen Schüsse auf Erzherzog Franz Ferdinand fielen, begann, gewann er zwei Etappen und wurde Neunter; es war Fabers letztes Radrennen.

### Tod im Krieg
Am 22. August 1914 meldete sich François Faber freiwillig zur Fremdenlegion – eine überraschende Entscheidung, nachdem es ihm zuvor geglückt war, dem Militärdienst zu entgehen. Als seine Begründung wurde später kolportiert, Frankreich habe ihm Glück gebracht, deshalb müsse er Frankreich verteidigen. Henri Desgrange schrieb am 23. August 1914 im L’Auto über einen Aufmarsch der Legionäre: „… an der Spitze dieser Prozession, die Frankreich würdevoll grüßte, bevor man sich aufmachte, für das Land zu sterben, sah ich in der ersten Reihe François Faber. Er schritt voran wie ein junger Gott (…) Nun ja, er war, wie seine Kameraden, entschlossen, den Boches einen schweren Schlag zu versetzen. Und er fühlte, dass er es Frankreich schuldig war, er, ein Luxemburger, der einen Monat zuvor auf den Straßen Frankreichs von Millionen von Menschen gefeiert worden war (…).“
Nach einer zweimonatigen Ausbildung ging es für Faber an die Front. Am 9. Mai 1915 begann die Lorettoschlacht bei La Bassée und Arras, eine der verlustreichsten Ereignisse des Krieges. Er fiel am ersten Tag der Offensive und gehörte zu den 1800 toten Legionären, die Tage später in einem Massengrab beerdigt wurden. Er soll bei dem Versuch, einem verletzten Soldaten zu helfen, erschossen worden sein.

## Erinnerung
In der Basilika des Französischen Nationalfriedhofs Notre-Dame-de-Lorette erinnert eine Marmortafel an François Faber. 2015 im französischen Mont-Saint-Éloi eine Tafel zu seinen Ehren enthüllt; in der Nähe des Ortes war er 1915 gefallen. Sein Körper wurde nie gefunden. Seit 1919 wurde bis 2013 in Contern (mit Unterbrechungen) der Grand-Prix François Faber in Contern ausgetragen.

## Erfolge
1908
- vier Etappen Tour de France
- Lombardei-Rundfahrt

1909
- Gesamtwertung und sechs Etappen Tour de France
- Paris–Tours

1910
- drei Etappen Tour de France

1911
- zwei Etappen Tour de France
- Bordeaux–Paris

1913
- zwei Etappen Tour de France
- eine Etappe Belgien-Rundfahrt
- Paris–Roubaix

1914
- zwei Etappen Tour de France

| Grand Tour         | 1906 | 1907 | 1908 | 1909 | 1910 | 1911 | 1912 | 1913 | 1914 |
| ------------------ | ---- | ---- | ---- | ---- | ---- | ---- | ---- | ---- | ---- |
| Tour de FranceTour | DNF  | 7    | 2    | 1    | 2    | DNF  | 14   | 5    | 9    |